# Дементьев, Владимир Андреевич
Влади́мир Андре́евич Деме́нтьев (27 декабря 1928, Новоукраинка — 20 июня 2010, Минск) — советский художник кино.
Окончил ВГИК. С 1962 года на киностудии «Беларусьфильм». Член КПСС с 1947 года.

## Фильмография
1. 1962 — Улица младшего сына — ассистент художника-постановщика
2. 1965 — Любимая
3. 1966 — Саша-Сашенька
4. 1968 — Иван Макарович
5. 1970 — Нечаянная любовь
6. 1971 — Батька
7. 1976 — Братушка
8. 1977 — Воскресная ночь
9. 1978 — Обочина
10. 1981 — Паруса моего детства
11. 1982 — Культпоход в театр
12. 1983 — Отцы и дети
13. 1986 — Знак беды
14. 1987 — Репетитор
15. 1988 — Наш бронепоезд
16. 1988 — Благородный разбойник Владимир Дубровский
17. 1989 — Несрочная весна
18. 1991 — Белые одежды
19. 1996 — Бег от смерти
20. 1997 — Зал ожидания
21. 2001 — В августе 44-го

## Звания и награды
- 1970 — Премия Ленинского коммунистического союза молодежи Белоруссии — за фильм «Иван Макарович».
- 1986 — Государственная премия СССР — за участие в телесериале «Отцы и дети» (экранизация романа Ивана Тургенева, режиссёр Вячеслав Никифоров).
- 1979 — Заслуженный деятель искусств Белорусской ССР

- Дементьев Владимир Андреевич // Кино. Энциклопедический словарь / Гл. ред. С. И. Юткевич.- М.: Сов. энциклопедия, 1987.- 640 с.